# Carolina Reaper
Carolina Reaper este un soi al plantei Capsicum chinense.  Dezvoltat de crescătorul american Ed Currie, ardeiul este roșu și noduros, cu o textură denivelată și o coadă mică ascuțită. În 2013, Guinness World Records l-a declarat cel mai iute ardei din lume, depășind anterior deținătorul recordului, Trinidad Scorpion „Butch T” . 

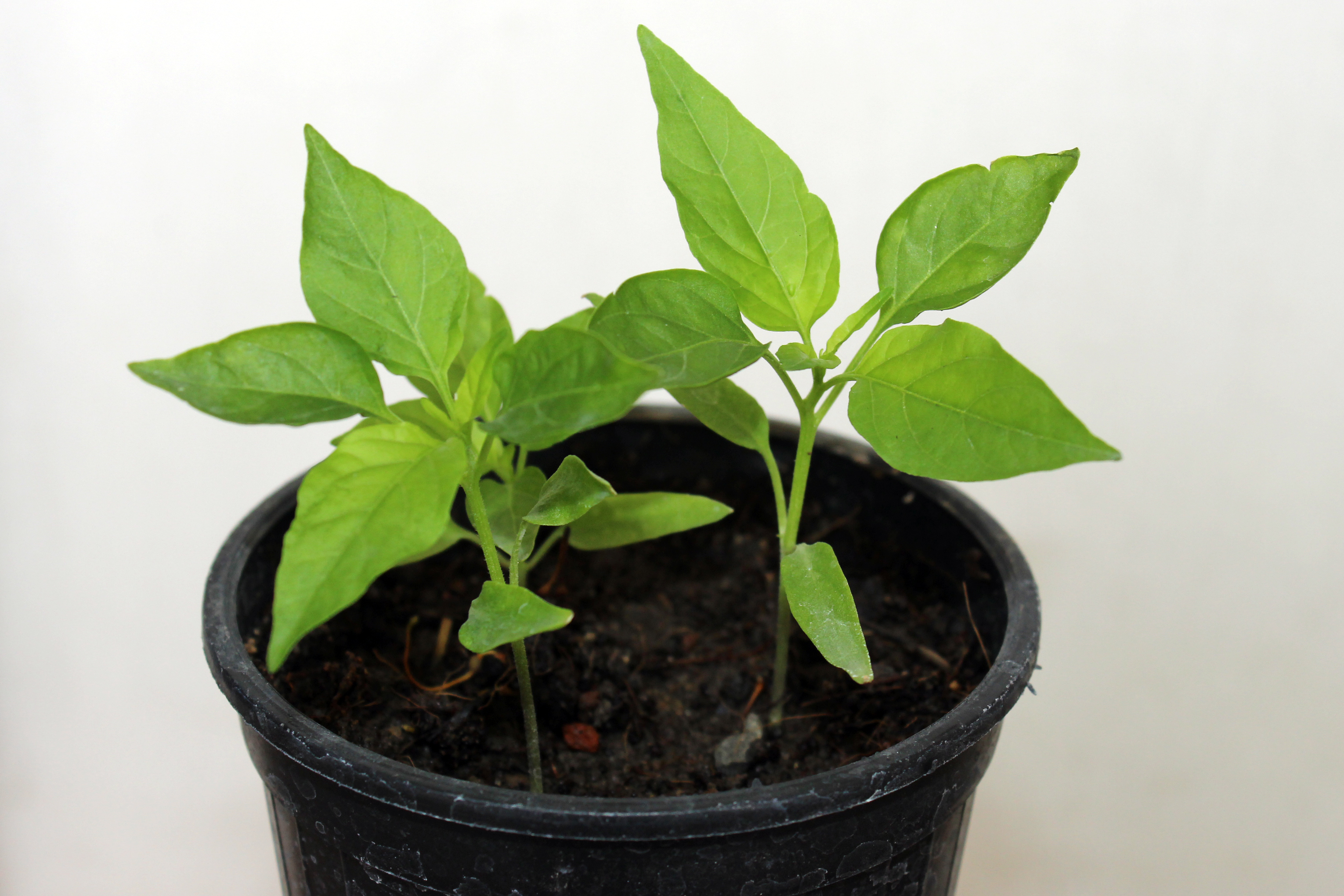
Plantă Carolina Reaper de 30 de zile

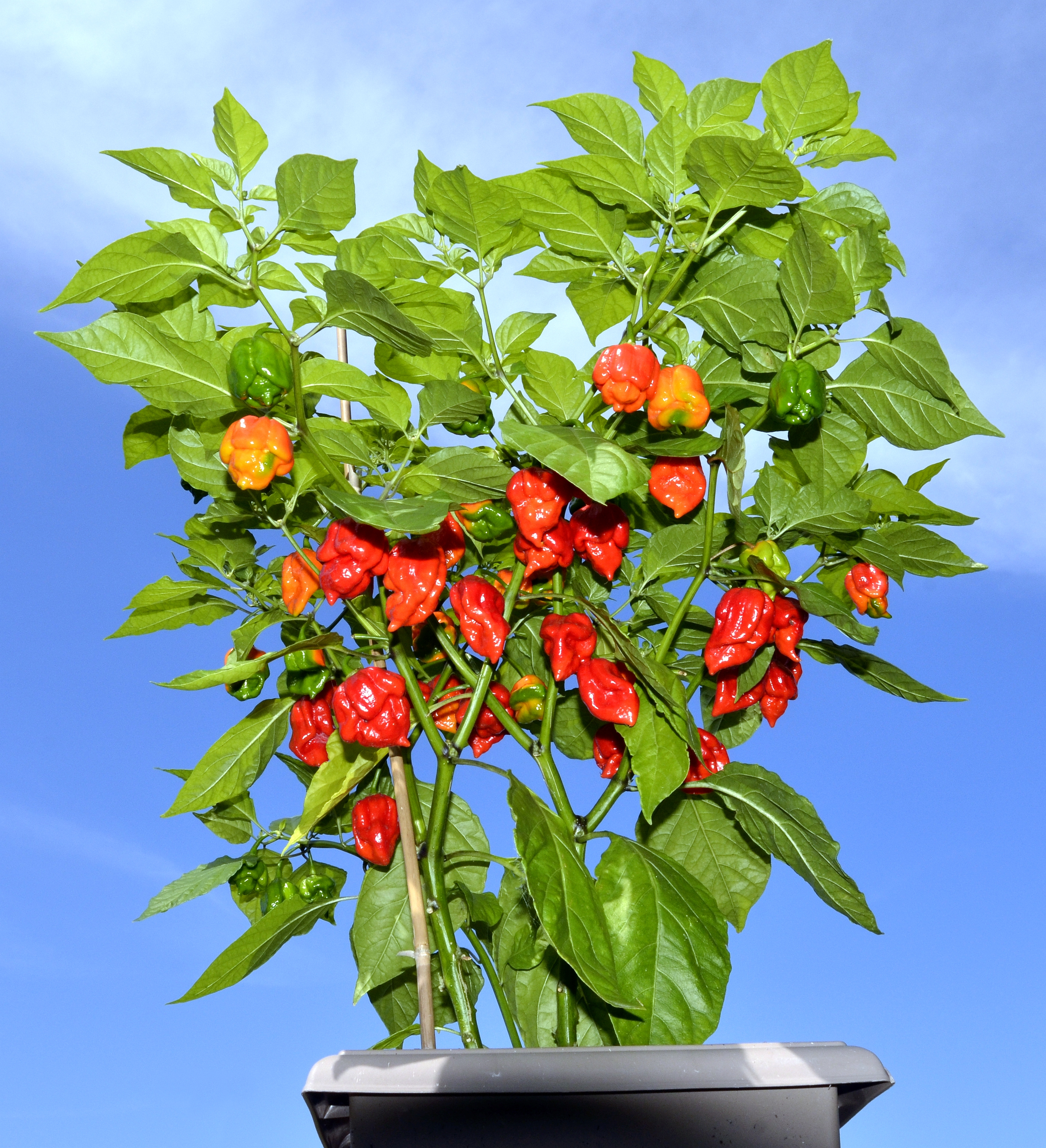
Plantă matură

Senzația de iuțime resimțită atunci când se mănâncă un Carolina Reaper derivă din densitatea capsaicinoidelor, în special a capsaicinei, care se referă direct la intensitatea căldurii ardeiului iute și a scării Scoville .  Crescut într-o seră în Carolina de Sud, de către Ed Currie, proprietarul companiei PuckerButt Pepper, Carolina Reaper a fost certificat ca cel mai iute ardei din lume de către Guinness World Records pe 11 august 2017.   Nivelul oficial de iuțime Guinness World Record a fost de 1.641.183 de unități de căldură Scoville (SHU) în 2017, conform testelor efectuate de Universitatea Winthrop din Carolina de Sud. Cifra este o medie pentru lotul testat; cel mai tare ardei individual a fost măsurat la 2,2 milioane SHU.  

## Cultivare
Pentru cultivare, ardeiul a fost descris drept „un produs universal bun de încercat acasă” de către etnobotanistul britanic James Wong, care a spus că necesită temperaturi de cel puțin 18–20 °C (64–68 °F) °C. și a sugerat creșterea în ghivece de mici de 30-40 cm pentru a restrânge creșterea și a produce fructe mai devreme.  Când sunt complet copți, doi ardei ocupă palma mâinii. 